# ロヴァース・イレーン

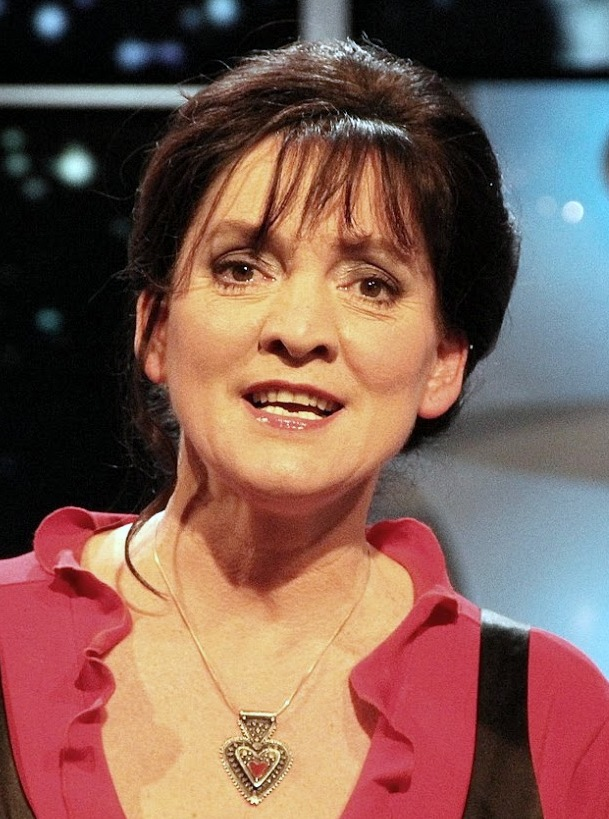
Irén Lovász

ロヴァース・イレーン（Lovász Irén、1961年4月11日 - ）はハンガリーの女性民謡歌手・民族誌学者（博士）。ロヴァース・イレーヌとも。
言語学と文学を学び、1987年から1995年までハンガリーの民族誌学博物館で民族音楽学者として働きながら民族学の講義を聴講した。1980年代からダンスハウスでの演奏を始め、ハンガリー、ウェールズ、フィンランドの民族音楽の競技会で優勝した。マカーム (Makám) の参加したアルバムがある。